# 青森教会
青森教会（あおもりきょうかい）は、青森県青森市にあるメソジスト系の日本基督教団の教会。

## 歴史
1878年（明治11年）、弘前教会が青森市に二つの講義所を設けた。毎週土曜日に出張し、日曜日に講義をした。1879年、本多斎が浜町の民家で日曜日聖書を講義した。
1880年（明治13年）より青森市大町で宿屋で説教をし、会衆が増加したが、1881年に本多が函館に転任する。1883年（明治17年）に中田久吉が伝道を再開する。1886年（明治19年）に沢井弘之助が就任すると教勢は伸びる。
1891年（明治24年）、会堂を建設する。1903年（明治37年）に会堂を処分し、ガンブル記念会堂を建設する。1910年（明治43年）に火災で焼失するが、1911年（明治44年）に会堂を再建する。
1945年（昭和20年）に米軍の空襲で焼失するが、1950年（昭和25年）に青森出身の石黒良吉が教会再建のために着任し、1951年（昭和26年）に新しい会堂を献堂する。